# Helmert (Mondkrater)
Helmert ist ein Einschlagkrater am Ostrand der Mondvorderseite am Südrand des Mare Smythii, östlich des Kraters Kiess und südlich von Warner. Der Krater ist sehr flach, da das Innere mit den Laven des Mare geflutet wurde.
Der Krater wurde 1973 von der IAU nach dem deutschen Geodäten und Mathematiker Friedrich Robert Helmert offiziell benannt.